# Spanische Badminton-Mannschaftsmeisterschaft 2018/19
Die Spanische Badminton-Mannschaftsmeisterschaft 2018/19 war die 33. Auflage der Teamtitelkämpfe in Spanien. Sie startete am 8. September 2018 und endete am 9. März 2019. Meister wurde Recreativo de Huelva-IES La Orden.

## Teilnehmende Mannschaften
| Team            | Ort          | Spielstätte                      |
| --------------- | ------------ | -------------------------------- |
| CB IES La Orden | Huelva       | Polideportivo Andrés Estrada     |
| CB Rinconada    | La Rinconada | Pabellón Fernando Martín         |
| CB Oviedo       | Oviedo       | Polideportivo Corredoria Arena   |
| CB Pitiús       | Ibiza        | Polideportivo Insular Blancadona |
| CB Benalmádena  | Benalmádena  | Polideportivo Arroyo de la Miel  |
| CB Arjonilla    | Arjonilla    | Pabellón Municipal de Arjonilla  |
| AE Granollers   | Granollers   | Pavelló Municipal del Congost    |
| CB San Fernando | Valencia     | Pabellón Fuensanta               |

## Endstand nach Vorrunde
| N. | Team                   | Punkte | Spiele | Siege | Remis | Niederlagen | Spielverh. | Sätze   | Spielpunkte |
| -- | ---------------------- | ------ | ------ | ----- | ----- | ----------- | ---------- | ------- | ----------- |
| 1  | CB IES La Orden        | 36     | 14     | 12    | 0     | 2           | 73-24      | 155-61  | 4195-3215   |
| 2  | Ovida Bádminton Oviedo | 36     | 14     | 12    | 0     | 2           | 67-30      | 144-78  | 4128-3622   |
| 3  | CB Pitiús              | 33     | 14     | 11    | 0     | 3           | 65-33      | 142-74  | 3995-3427   |
| 4  | CB Arjonilla           | 21     | 14     | 7     | 0     | 7           | 49-49      | 105-117 | 3800-3929   |
| 5  | CB Rinconada           | 15     | 14     | 5     | 0     | 9           | 42-56      | 101-124 | 3819-4078   |
| 6  | CB Benalmádena         | 12     | 14     | 4     | 0     | 10          | 44-54      | 99-116  | 3715-3871   |
| 7  | CB San Fernando        | 9      | 14     | 3     | 0     | 11          | 25-73      | 71-157  | 3695-4398   |
| 8  | CB Granollers          | 6      | 14     | 2     | 0     | 12          | 26-72      | 61-151  | 3282-4089   |

## Finale
| Team 1                            | Ergebnis    | Team 2    | Hin | Rück |
| --------------------------------- | ----------- | --------- | --- | ---- |
| Recreativo de Huelva-IES La Orden | 7-7 (15-14) | CB Oviedo | 3-4 | 4-3  |